# Tasso di attività
Il Tasso di attività misura l'offerta di lavoro (nel breve periodo). Esso è dato dal rapporto tra popolazione attiva e popolazione in età lavorativa. I tassi specifici per età permettono da un lato di seguire determinate fasce della popolazione ma anche di comprendere l'evoluzione del tasso complessivo in funzione all'evolversi della struttura demografica della popolazione (aspetto molto importante per via delle classi di età del baby boom).
 
Dire "forze di lavoro" o "forze di lavoro con 15 o più anni" è la stessa cosa in quanto le fonti statistiche ignorano dalla fine degli anni novanta chi lavora pur avendo meno di 15 anni. Precedentemente la soglia era di 14 anni, legata anche quella alle norme sull'istruzione obbligatoria.

## Definizione utilizzata dall'Eurostat
{\displaystyle Tasso_{UE}={\frac {Forze\ di\ Lavoro\ in\ et{\grave {a}}\ tra\ 15\ e\ 65\ anni}{Popolazione\ in\ et{\grave {a}}\ tra\ 15\ e\ 65\ anni}}}
Corrisponde al tasso specifico per età, con la classe di età "15-64 anni".

## Definizione utilizzata dall'ISTAT
{\displaystyle Tasso_{ISTAT}={\frac {Forze\ di\ Lavoro}{Popolazione\ con\ 15\ o\ pi{\grave {u}}\ anni}}}
Corrisponde al tasso specifico per età, con la classe di età "15 o più anni".
Vedi pure Definizioni nell'indagine forze di lavoro.

## Tasso di attività specifico per età
Viene usato per misurare l'offerta di lavoro suddivisa per età.
{\displaystyle Tasso_{et{\grave {a}}}={\frac {Forze\ di\ Lavoro\ in\ una\ particolare\ classe\ di\ et{\grave {a}}}{Popolazione\ della\ stessa\ classe\ di\ et{\grave {a}}}}}
Un esempio ne sono il Tasso di attività giovanile, ma anche la definizione usata dall'Eurostat è di fatto un tasso specifico per età, con la classe di età "15 o più anni".
Generalmente quando ISTAT calcola i tassi di attività nelle sue rilevazioni sulle Forze Lavoro, generalmente usa il 
tasso specifico di attività limitando sia denominatore che numeratore alle persone di età comprese tra i 15 ed i 64 anni, omologando la propria definizione a quella Eurostat.

## Tasso di attività giovanile
Si tratta di un Tasso di attività specifico per età dove l'età
corrisponde alla fascia "15-24 anni".
Utilizzato dall'ISTAT e dall'Eurostat.
Esistono i corrispettivi tasso di occupazione giovanile
e tasso di disoccupazione giovanile.
{\displaystyle Tasso_{giovani}={\frac {Forze\ di\ Lavoro\ in\ et{\grave {a}}\ tra\ 15\ e\ 24\ anni}{Popolazione\ in\ et{\grave {a}}\ tra\ 15\ e\ 24\ anni}}}